# Fes (ferramenta)
Un fes és una ferramenta similar al pic que té per una banda una boca estreta i per l'altra forma d'estraleta de tall recte o escarpell. La llargària de cada extrem és de mig metre i enmig es troba un ull per al mànec. També es coneix com aixada escarpellera o aixada de pic i pala.

## Usos
Aquesta eina pertany a la classe adaptada i funcional de les eines d'àmbits de secà amb dos extrems actius, per a cavar en terres pedregoses, i tallar canyes, rebrots, troncs i arrels en arbres adusts així com gratar les arrels. L'ús exigeix un gran esforç i molta traça per a conèixer les vetes de la fusta en partir troncs.